# Mytelai Web
Mytelai es una plataforma web española que recopila y clasifica herramientas de inteligencia artificial. Fue creada a finales de 2022  y publicado a principios de 2023 por Andrés Blanco Ferro en Ourense (Galicia).

## Historia
El proyecto Mytelai comenzó a desarrollarse en Ourense en 2023 como iniciativa personal de Andrés Blanco Ferro, entonces estudiante de Bachillerato. En su primera versión funcionaba como un directorio estático de aplicaciones de inteligencia artificial clasificadas de manera general por categorías.   
Durante 2024 la plataforma amplió su alcance al incorporar un motor de búsqueda propio y un sistema de categorización temática que permitía filtrar las herramientas según su uso en educación, diseño, programación o comunicación. Ese mismo año se presentó públicamente una extensión para navegadores web con el objetivo de integrar la consulta de herramientas de IA en la navegación cotidiana.
En 2025 el proyecto introdujo nuevos apartados como glosarios terminológicos, recursos educativos de acceso abierto y un boletín digital de novedades. También consolidó su presencia en directorios internacionales de software como Softonic y en la Chrome Web Store, donde se añadió oficialmente la extensión.
Las primeras menciones en prensa regional y medios especializados aparecieron en paralelo. En enero de 2025, La Región lo describió como un buscador desarrollado en Ourense con el objetivo de concentrar recursos de IA en un único portal. También fue reseñado en publicaciones de divulgación tecnológica y educación digital.

## Modelo de Negocio
La plataforma funciona como agregador de herramientas, ofreciendo información básica sobre disponibilidad, coste y funcionalidad. Se centra en facilitar el acceso a aplicaciones de inteligencia artificial tanto en contextos educativos como profesionales.

## Recepción
El buscador ha sido mencionado en medios especializados y en portales educativos europeos. 
En páginas de valoración de software y consumo, Mytelai figura en directorios y reseñas de usuarios. También se encuentra disponible como extensión en la Chrome Web Store y ha sido listado en directorios de software como Softonic.

## External links
- Sitio web oficial

1. 1 2 3 4 5  «Un alumno de Ourense de FP crea el “google” de la IA». La Región. 19 de enero de 2025. Consultado el 17 de agosto de 2025.
2. ↑  «Figura Andrés Blanco Ferro, la nueva promesa gallega gracias a la IA». DeRadios. 2024. Consultado el 17 de agosto de 2025.
3. ↑  «Melhores Plataformas de Inteligência Artificial (AI)». 19 de junio de 2025. Consultado el 17 de agosto de 2025.
4. ↑  «10 temas de tesis 2025 que marcan tendencia». 21 de abril de 2025. Consultado el 17 de agosto de 2025.
5. ↑  «¿Tu hijo se plantea la educación con IA? Oportunidades y riesgos». 6 de mayo de 2025. Consultado el 17 de agosto de 2025.
6. ↑  «Plus de velocidad a las relaciones online desde A Carballeira». La Región. 18 de noviembre de 2024. Consultado el 17 de agosto de 2025.